# DIN 557
DIN 557 er en DIN-standard for en jernmøtrik.
| Gevind         |  | M5  | M6 | M8   | M10 | M12  | M16 |
| -------------- |  | --- | -- | ---- | --- | ---- | --- |
| Gevindstigning |  | 0,8 | 1  | 1,25 | 1,5 | 1,75 | 2   |
| Nøglevidde S:  |  | 8   | 10 | 13   | 16  | 18   | 24  |
| Hovedhøjde H:  |  | 4   | 5  | 6,5  | 8   | 10   | 13  |